# Full motion video
Full motion video (FMV) is een van tevoren opgenomen animatie of film die gebruikt wordt in een computerspel. Bekende spellen en series die gebruikmaken van deze techniek zijn de Final Fantasy-serie en de Command & Conquer-serie. Met behulp van FMV's kan het verhaal van het spel verteld worden en een uitleg worden geven voor wat de speler nu moet doen of wat er gaande is. FMV's kunnen gebruikt worden als introductie van het spel maar ook als onderdeel, zoals in de Command & Conquer-serie, waar FMV's naast het verhaal ook de volgende missie aan de speler uitleggen.

## Geschiedenis
De eerste generatie van FMV-spellen ontstond in speelhallen in 1983 met de release van Astron Belt van Sega en Dragon's Lair van Cinematronics. Beide spellen gebruikten Laserdiscs om de video op te slaan die in het spel werd gebruikt, wat beelden van zeer hoge kwaliteit mogelijk maakte (in vergelijking met arcadespellen uit de tijd). Een aantal arcadespellen met FMV op Laserdiscs werden in de loop van de volgende drie jaar uitgebracht en de technologie werd aangeprezen als de toekomst van videogames. Sommige spellen die in dit tijdperk zijn uitgebracht, hergebruiken videobeelden van andere bronnen, terwijl andere games het speciaal hadden laten maken.
De beperkte mogelijkheden met FMV, de hoge prijs om te spelen (50 cent in een tijdperk waarin 25 cent de standaard was), de hoge kosten van de hardware en de problemen met de betrouwbaarheid eisten snel hun tol en de populariteit nam af. In 1985 was de allure van FMV en de Laserdisc afgenomen, en eind 1987 was de technologie uit de speelhallen verdwenen. Na slechts een paar jaar was de technologie verbeterd en waren Laserdisc-spelers betrouwbaarder. Bovendien waren de kosten gedaald en was de gemiddelde prijs om een spel te spelen gestegen. Deze factoren zorgden voor een heropleving van de populariteit van Laserdiscs-spellen in de speelhallen. In 1990 bracht American Laser Games een schietspel met lichtpistolen uit genaamd Mad Dog McCree, wat een directe hit was. In 1991 volgde Who Shot Johnny Rock? Alleen American Laser zou de komende jaren bijna een dozijn Laserdisc-spellen uitbrengen, terwijl vele andere bedrijven zich haastten om opnieuw titels uit te brengen die de technologie gebruikten. Dragon's Lair II, een titel die jaren eerder uit de kast was gehaald, werd door Leland uitgebracht met sterke verkoopcijfers. Time Traveler heeft de technologie verder gepusht door speciale projectietechnologie te gebruiken om indruk van 3D-beelden te geven.
Opnieuw ging de rage snel voorbij. De beperkte aard van de Laserdisc belemmerde de interactiviteit en beperkte herspeelbaarheid, een belangrijk aspect van arcadespellen. American Laser Games, de belangrijkste producent van Laserdisc-spellen in deze tijd, was in 1994 gestopt met het maken van arcadespellen en de meeste andere bedrijven schakelden rond dezelfde tijd over op nieuwere technologieën. Met de opkomst van 3D-graphics en de introductie van harde schijven en cd-roms in speelhallen, verdwenen de duurdere en inferieure Laserdiscs. Hoewel cd's halverwege en eind jaren negentig enig nut zouden hebben, werd de grootste toename in het gebruik van FMV in speelhallen veroorzaakt door harde schijven, GD-ROM's en DVD's. Hun zeer grote capaciteiten en volwassen, betrouwbare technologie maakten veel goedkopere hardware mogelijk dan traditionele hardwaresystemen, en FMV-cutscenes werden alledaags. FMV was tegen die tijd verdwenen als een belangrijke gameplay-component, vanwege de beperkte gameplay-opties die het toestond.